# Lamium bifidum
Lamium bifidum é uma espécie de planta com flor pertencente à família Lamiaceae. 
A autoridade científica da espécie é Cirillo, tendo sido publicada em Plantarum Rariorum Regni Neapolitani 1: 22. 1788.

## Portugal
Trata-se de uma espécie presente no território português, nomeadamente em Portugal Continental.
Em termos de naturalidade é nativa da região atrás indicada.

## Protecção
Não se encontra protegida por legislação portuguesa ou da Comunidade Europeia.